# قاي كوب
قاي كوب (بالإنجليزية: Guy Cobb)‏ هو رسام أمريكي، ولد في 27 أكتوبر 1963 في سانت لويس في الولايات المتحدة.